# Ammoplanops
Genre
Ammoplanops est un genre de guêpes de la sous-famille des Pemphredoninae (famille des Crabronidae),,,.

## Liste d'espèces
Selon ITIS (7 août 2020) :
- Ammoplanops ashmeadi Pate, 1939
- Ammoplanops californicus R. Bohart & Smith, 1978
- Ammoplanops carinatus Gussakovskij, 1931
- Ammoplanops cockerelli (Ashmead, 1903)
- Ammoplanops cressoni Pate, 1939
- Ammoplanops irwini R. Bohart & Smith, 1978
- Ammoplanops milleri R. Bohart & Smith, 1978
- Ammoplanops moenkopi Pate, 1939
- Ammoplanops mongolicus Tsuneki, 1972
- Ammoplanops neomexicanus R. Bohart & Smith, 1978
- Ammoplanops powelli R. Bohart & Smith, 1978
- Ammoplanops timberlakei Pate, 1939
- Ammoplanops tuberculifer Gussakovskij, 1931
- Ammoplanops utahensis R. Bohart & Smith, 1978
- Ammoplanops vierecki Pate, 1939

## Publication originale
- (es) V. Gussakovskij, « Revision des Gattung Ammoplanus Giraud und einigen verwandten Sphegidengattungen », Boletín de la Sociedad Española de Historia Natural, Madrid, vol. 31,‎ 1931, p. 437-465 (OCLC 2450616, lire en ligne).